# Ógra Shinn Féin
 (octobre 2020).

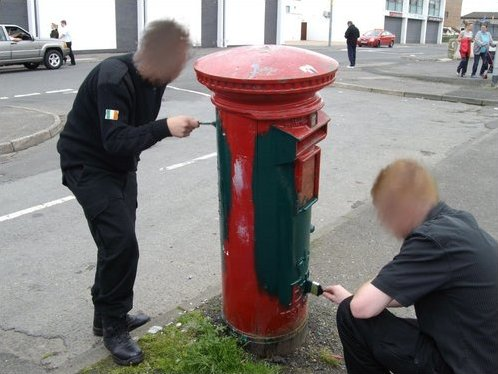
Des membres d'Ógra Shinn Féin à Derry en 2008 peignant une boîte aux lettres Royal Mail dans le cadre de la campagne des boîtes aux lettres vertes.

Ógra Shinn Féin (connu sous le nom de jeunesse républicaine, en irlandais : Óige Phoblachtach, et anciennement), est la branche jeunesse du parti politique irlandais Sinn Féin. Ógra Shinn Féin est actif et organisé dans toute l'île d'Irlande,.
Lors de sa création en 1997, il était à l'origine connu sous le nom de Sinn Féin Youth; il est devenu Ógra Shinn Féin en 1999. Un certain nombre d'élus du Sinn Féin sont également membres d'Ógra Shinn Féin,.

## Adhésion
L'adhésion est gratuite et ouverte à tous les membres du parti Sinn Féin et aux personnes âgées de 15 à 29 ans qui soutiennent une Irlande unie et l'établissement d'une république socialiste démocratique. Depuis l'Ard Fheis (le congrès) de 2019, il est devenu obligatoire pour tous les membres du parti de moins de 26 ans d'être un membre actif de leur branche locale d'Ógra.

## Organisation
Ógra Shinn Féin est organisé dans les 32 comtés d'Irlande, dans les communes et dans les universités. Sa structuration est similaire à celle du Sinn Féin.

## Campagnes

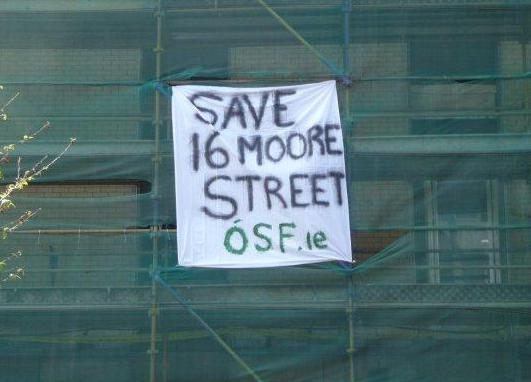
Une bannière Ógra Shinn Féin déposée sur la rue O'Connell en avril 2009, dans le cadre de la campagne Save 16 Moore Street

L'objectif à long terme d'Ógra Shinn Féin est « de recruter de jeunes militants dévoués pour assurer la continuité et l'aboutissement de la lutte » pour établir une république socialiste démocratique sur les 32 comtés.

## Affiliations
- Conseil national de la jeunesse d'Irlande (NYCI) - Ógra Shinn Féin est membre à part entière du Conseil national de la jeunesse d'Irlande[8].
- Réseau européen de la jeune gauche démocratique (ENDYL) - Ógra Shinn Féin est membre à part entière de l'ENDYL[9].